# St. Anna (Pflaumheim)

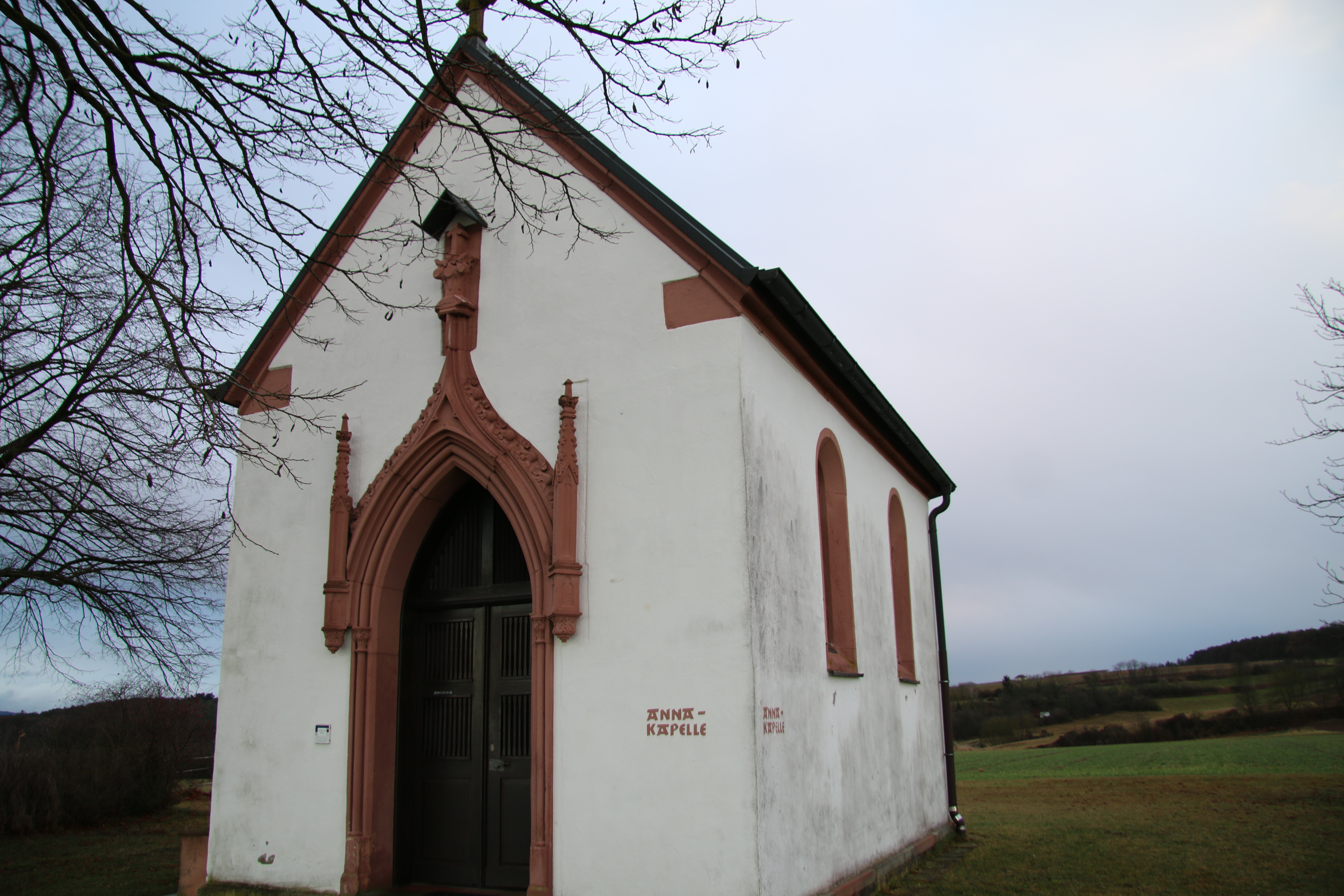
Annakapelle

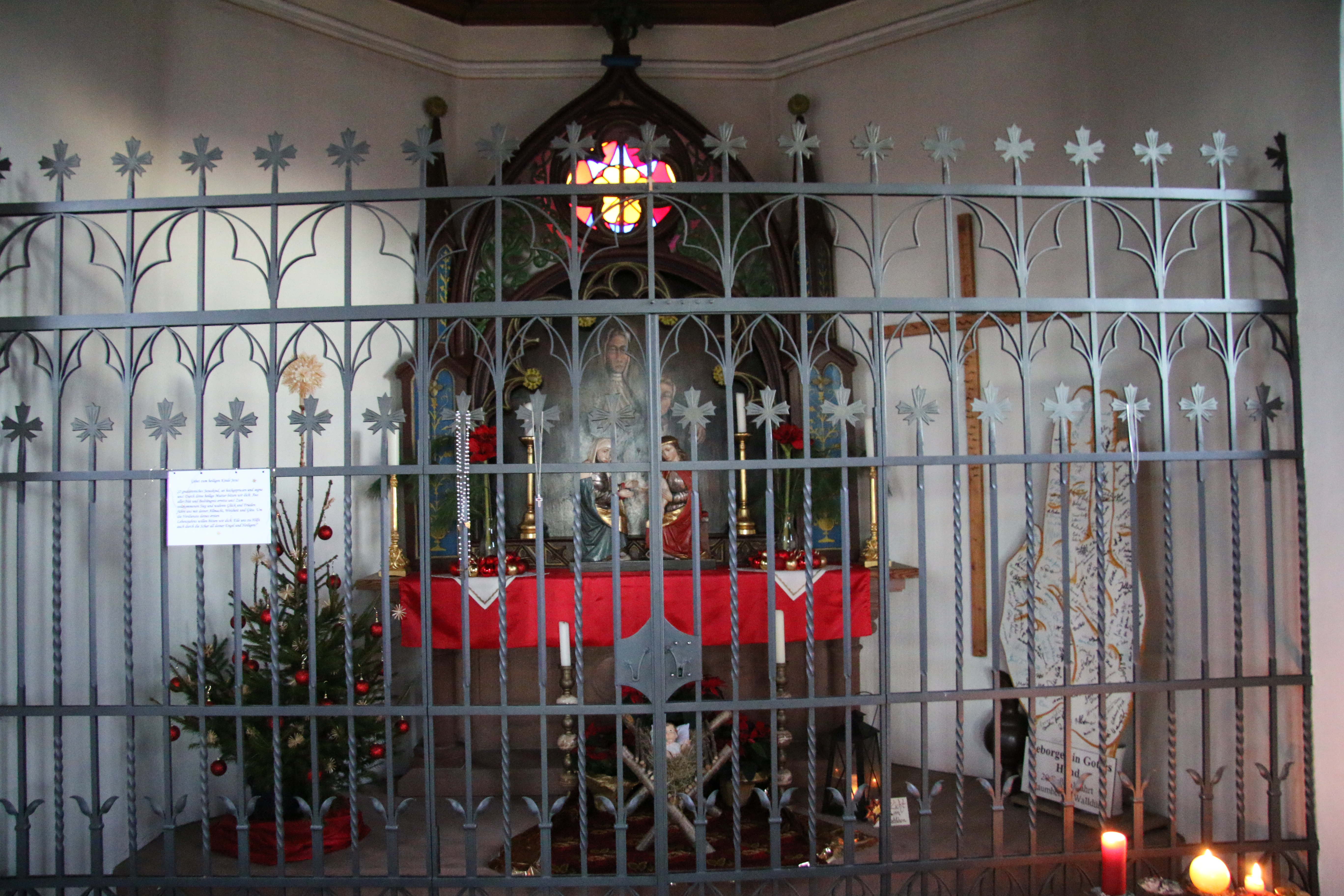
Altarraum mit Gitter

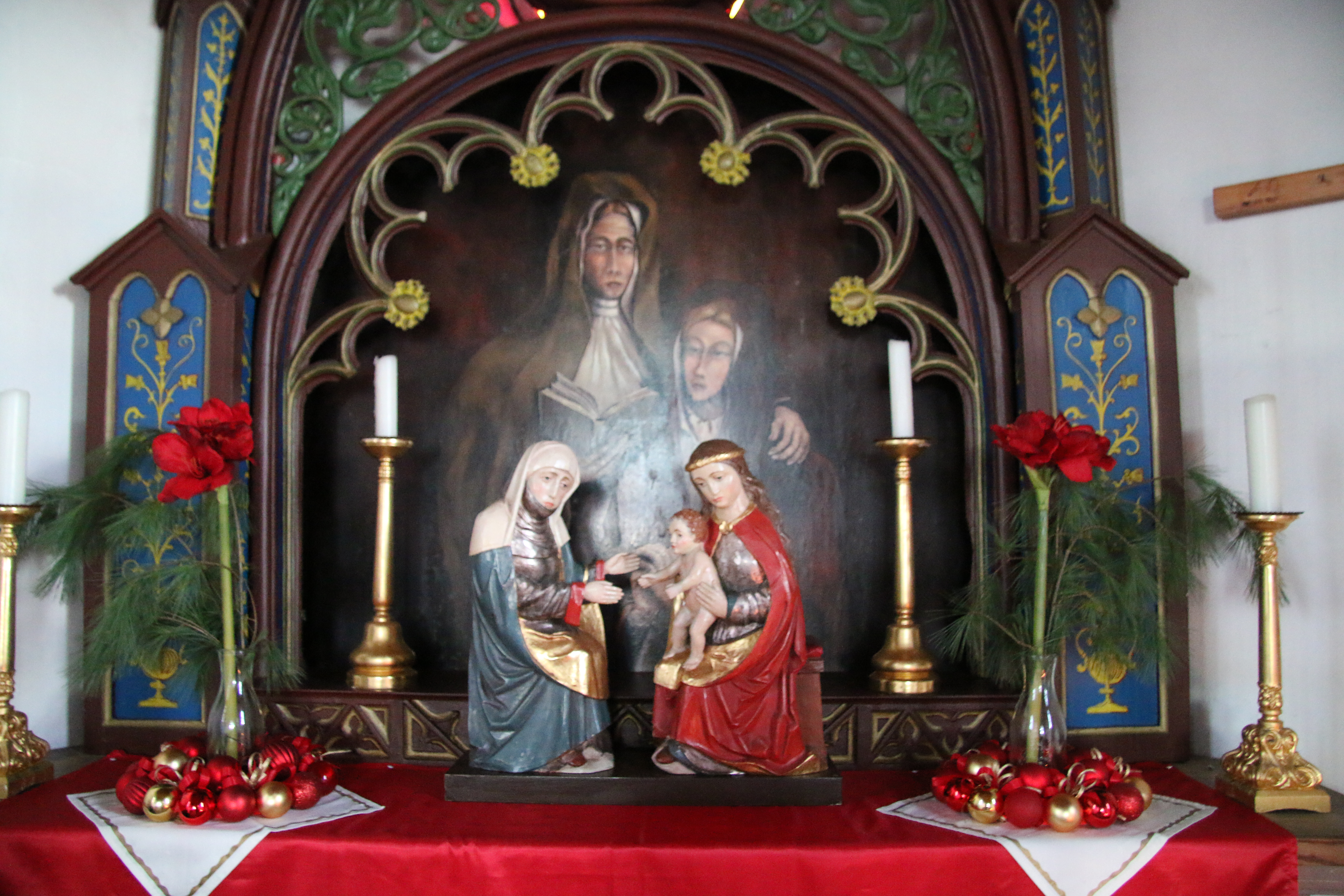
Altar mit Annabild

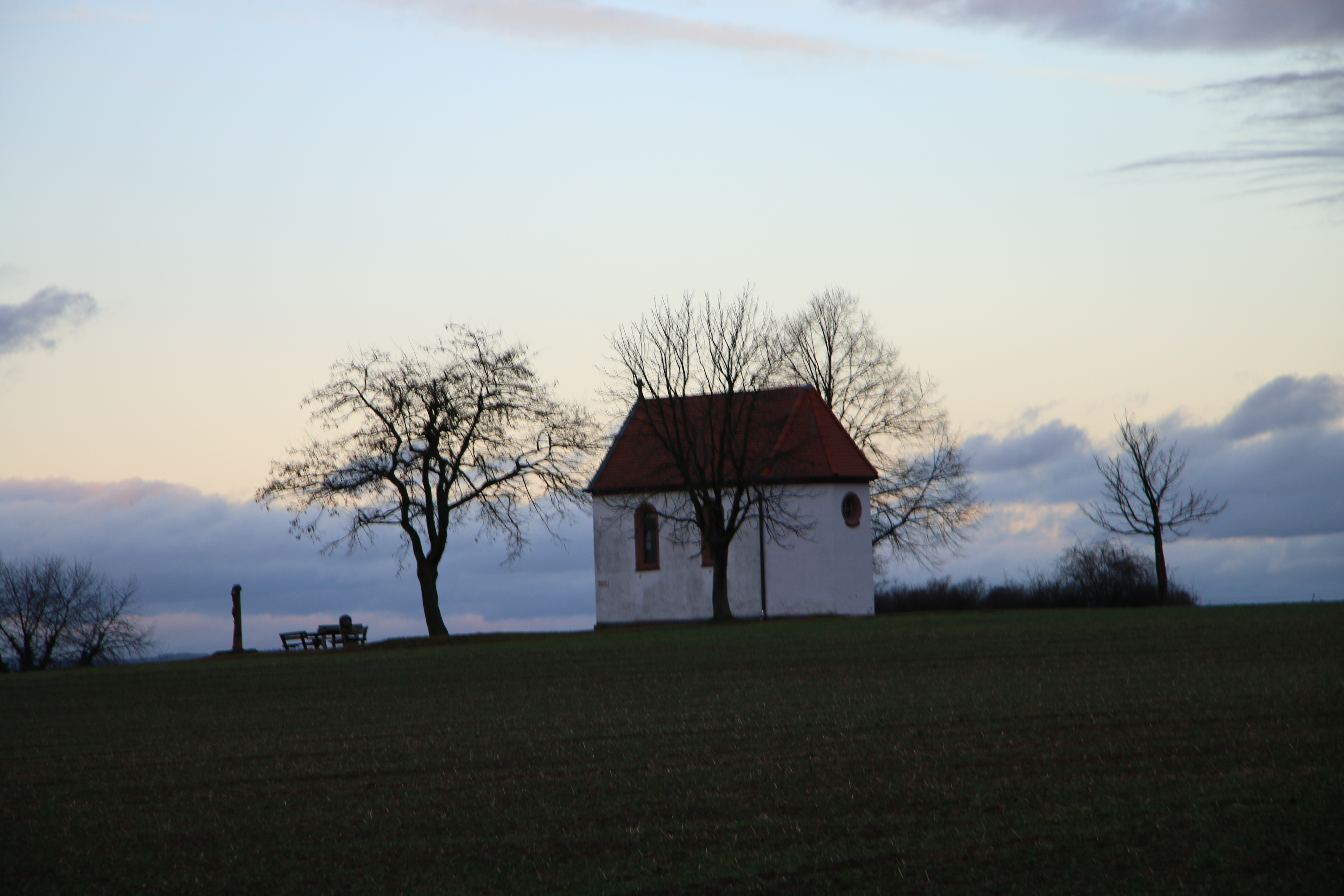
Außenansicht

Die St. Anna-Kapelle (mundartlich Anneheisje) ist eine Feldkapelle bei Pflaumheim (Großostheim) in Bayern.

## Lage
Die in ihrer heutigen Form 1844/45 erbaute Flurkapelle liegt in Alleinlage etwa 800 m östlich außerhalb des Ortskerns von Pflaumheim. Der Standort in einer Höhe von 192 m ü. NN auf einer Anhöhe überragt Pflaumheim um 30 Höhenmeter und ist weithin sichtbar, was auf seine frühere Funktion als Wallfahrtsort oder für Prozessionen schließen lässt.

## Geschichte
Die denkmalgeschützte im neugotischen Stil errichtete St.-Anna-Kapelle ersetzt einen mittelalterlichen Vorgängerbau der mit der Jahreszahl 1503 datiert wurde und sich an ungefähr gleicher Stelle befindet. Dessen untertägige Reste als Bodendenkmal ausgewiesen sind.
Das Altarbild (Anna mit Maria) wurde 1978 vom Hobbykünstler Edgar Hock gestaltet.
Jeweils in den Jahren 1992 und 2004 wurde die Kapelle restauriert.

## Trivia
Der bayerische Kronprinz und spätere König Ludwig I. soll jedes Mal bei seinen Aufenthalten in Aschaffenburg an der Anna-Kapelle verweilt haben, um den Rundblick zu genießen.